# Alicia Lagano
Alicia Lagano (Brooklyn, Nova Iorque, 26 de março de 1979) é uma atriz estadunidense.

## Filmografia

### Televisão
- 2012 The Client List como Selena
- 2009 Dexter como Nikki
- 2009 Prison Break como Agatha Warren
- 2009 Lie to Me como Sheila Lake
- 2006 Ghost Whisperer como Lilia
- 2003 Without a Trace como Michelle Holmes
- 2003 Judging Amy como Callie Roane
- 2002 One on One como Alicia
- 2001 All About Us como Cristina Castelli
- 2001 ER como Tracy
- 1999 Hang Time como Syd

### Cinema
- 2010 Exit 102 como Gloria
- 2009 Prison Break: The Final Break como Agatha Warren
- 2009 Albino Farm como Melody
- 2006 Believe in Me como Frances Bonner
- 2004 Raspberry Heaven como Angie Callaway
- 2003 Dunsmore como Ruby Pritcher
- 2000 The Truth About Jane como Taylor
- 1999 Totem como Tina Gray